# 호쿠부정
호쿠부정(일본어: 北部町)은 일본 구마모토현 북부에 있던 정으로, 호타쿠군에 속했다.
1991년 2월 1일 가와치정, 아키타정, 덴메이정과 함께 구마모토시에 편입 합병되어 소멸하였다.

## 역사
- 1889년 4월 1일 - 정촌제 시행에 의해 가와카미촌, 스즈리카와촌, 데라사코촌, 고초촌이 성립하였다.
- 1898년 8월 26일 - 스즈리카와촌, 데라사코촌, 고초촌이 합병해 니시자토촌이 성립하였다.
- 1954년 12월 10일 - 가와카미촌과 니시자토촌이 합병해 호쿠부촌이 성립하였다.
- 1991년 2월 1일 - 구마모토시에 편입되었다. 호쿠부정은 폐정되었다.

## 교통

### 철도
- 규슈 여객철도
  - 가고시마 본선
    - 니시사토역

### 도로
- 국도 3호선
- 국도 387호선

## 참고 문헌
- 角川日本地名大辞典編纂委員会, 『角川日本地名大辞典 43 熊本県』1987, 角川書店